# Palpares trichogaster
Palpares trichogaster is een insect uit de familie van de mierenleeuwen (Myrmeleontidae), die tot de orde netvleugeligen (Neuroptera) behoort. 
Palpares trichogaster is voor het eerst wetenschappelijk beschreven door Navás in 1913.